# PDF/X
PDF/X−1a — стандартний формат файлів, спеціально призначений для «сліпого» обміну готовими до друку документами у вигляді електронних даних, при якому відправнику і одержувачу не потрібно додаткової домовленості для обробки інформації і отримання необхідних результатів у накладі. Фактично він є цифровим еквівалентом кольороподілених фотоформ.
PDF/X−1a являє собою специфікацію Adobe Portable Document Format, яка обмежує вміст PDF-документу до обсягу, безпосередньо необхідного для високоякісного відтворення при друці, наприклад, не включаються анотації, JavaScript і вкладені мультимедійні елементи.
Застосування PDF/X−1a усуває найбільш поширені помилки при підготовці файлів. Згідно з дослідженням, проведеним GATF (Graphic Arts Technology Foundation), серед 10 найбільш поширених помилок в PDF−файлах замовника зустрічаються наступні: не вбудовано шрифти, невірний колірний простір, відсутні зображення, проблеми Overprint / Trapping.